# زرع القرنية

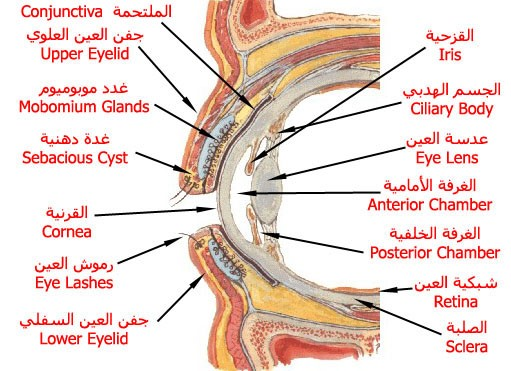
العين البشرية

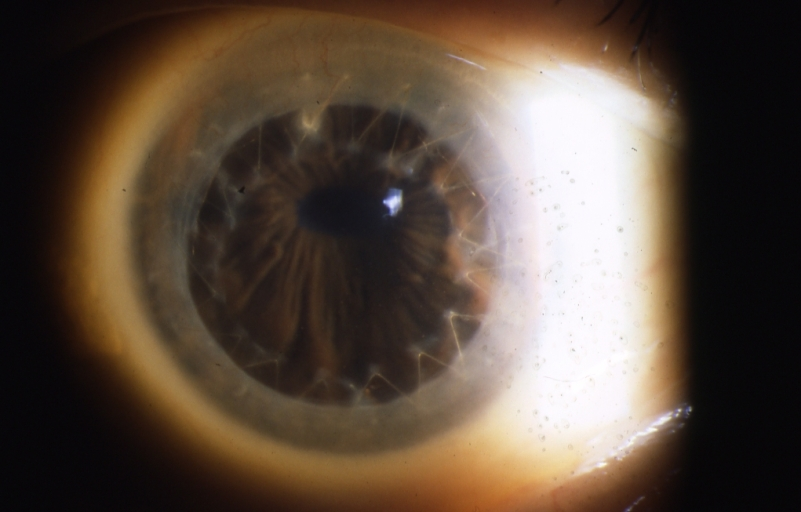

زرع القرنية هي عملية جراحية يتم فيها استبدال القرنية التالفة أو المريضة بأخرى سليمة، عندما يتم استبدال القرنية بالكامل يعرف ذلك ب (penetrating keratoplasty) وعندما يتم استبدال الأنسجة التالفة فقط من القرنية يسمي ذلك ب (Lameller keratoplasty)؛ القرنية المتبرع بها تُؤخذ من شخص ميت حديثاً (بحيث تكون القرنية سليمة ليس بها أي مرض أو عامل يؤثر عليها).
القرنية هي الجزء الأمامي الشفاف من العين الذي يغطي قزحية العين (الجزء الملون من العين) وبينهم الغرفة الأمامية للعين.

## التاريخ
تم إجراء أول عملية زرع قرنية في عام 1905 بواسطة الدكتور ادوارد زيرم (Eduard Zirm) في مستشفي (Olomouc Eye Clinic بجمهورىة التشيك، ولقد نجح الجراح فلاديمير فيلاتوف (Vladimir Filatov) في زراعة قرنية لمريض من شخص متوفي وذلك في 6 مايو 1931 بعد محاولات مضنية استمرت من عام 1912 إلى 1931 ؛ وقد ابلغ عن زراعة قرنية لحالة أخرى في عام 1936 وكشف عن اسلوبه الذي اتبعه بالتفصيل.

في عام 1936 قام رامون كاستروفييو (Ramon Castroviejo) بأول عملية زرع قرنية في حالة تعاني من القرنية المخروطيه واستمتع المريض بتحسن كبير في النظر بعد إجراء العملية وقد ساهمت بنوك حفظ القرنية في تطور كبير في هذا المجال.

## الإحصائيات
تعد زراعة القرنية واحدة من أهم العمليات الجراحية حول العالم وعلي الرغم من أن حوالي مئة ألف عملية جراحية يتم اجراءها حول العالم كل سنة إلا أن بعض التقارير قدرت أنه حوالي 10 ملايين شخص يتعرضون سنويا لاضطرابات في الابصار يمكن تحسينها بالاستفادة من هذه العملية، وفي أستراليا حوالي 1500 عملية تتم كل عام، وحوالي 2300 عملية تتم سنويا في المملكة المتحدة.

## الاستخدامات الطبية
- استخدامات بصرية لتحسين الإبصار باستبدال الخلايا المعتمه أو التالفة للمريض بأخرى سليمه من المتبرع وذلك في بعض الامراض التي تصيب العين مثل اعتلال القرنية الفقاعي (pseudophakic bullous keratopathy)، دمور القرنية، القرنية المتضخمة (keratoglobus)، وعلاج الندوب التي تنتج من التهاب القرنية أو جروح فيها.
- الحفاط على شكل القرنية وتكوينها في المرضى الذين يعانون من حالات تكون فيها الانسجة رقيقة (stromalthining ،descemetcele)، أو في حالة انثقاب القرنية.
- ازالة انسجة القرنية الملتهبة الغير مستجيبة للمضادات الحيوية أو مضادات الفيروسات.
- كما انه يمكن إجراء هذه العملية لهدف تجميلي لتحسين مظهر المرضي الذين يعانون من ندبات في القرنية اعطت لونا ابيض أو معتم للعين.

## إجراءات العملية

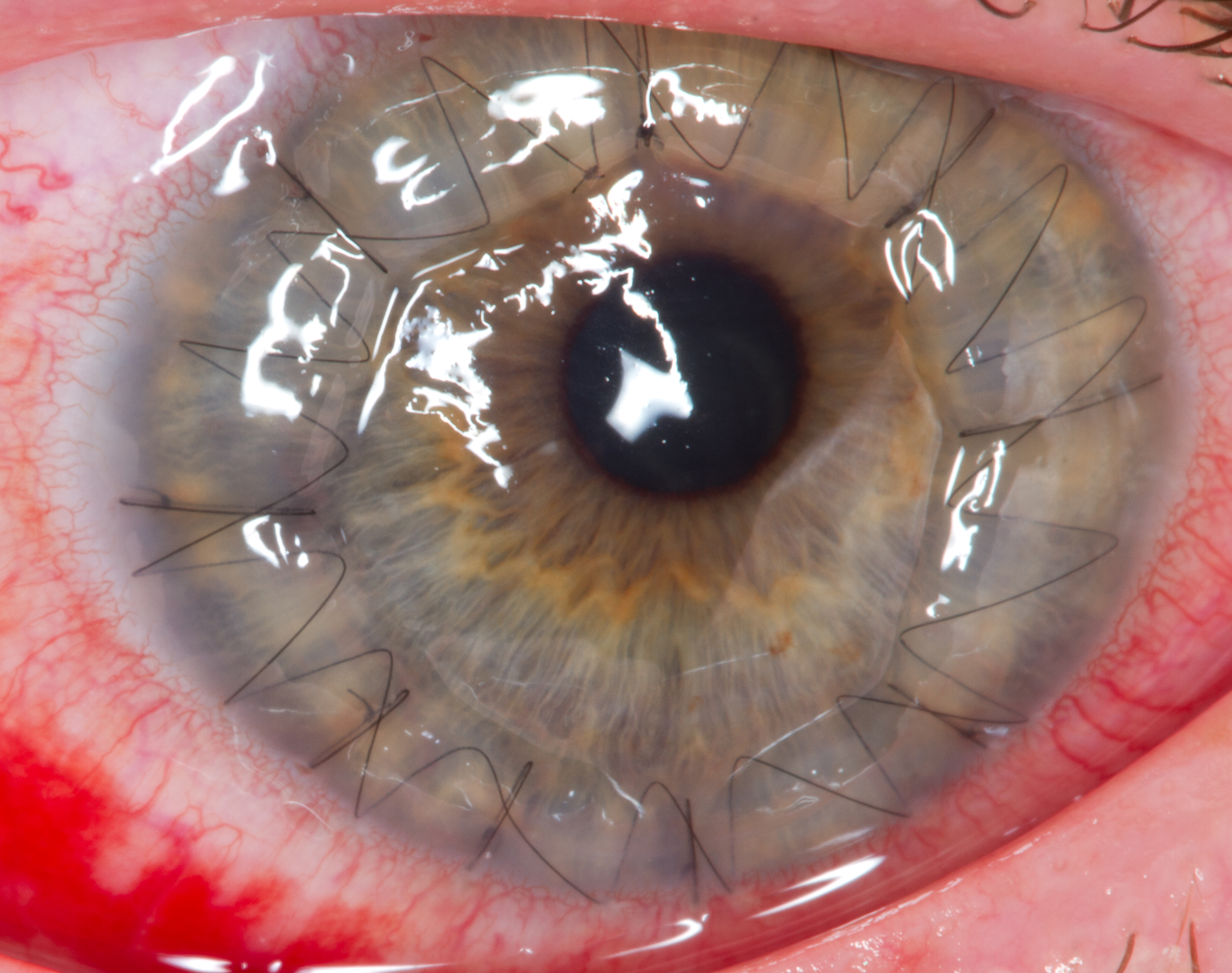
عين بشرية بعد استبدال القرنية بيوم واحد

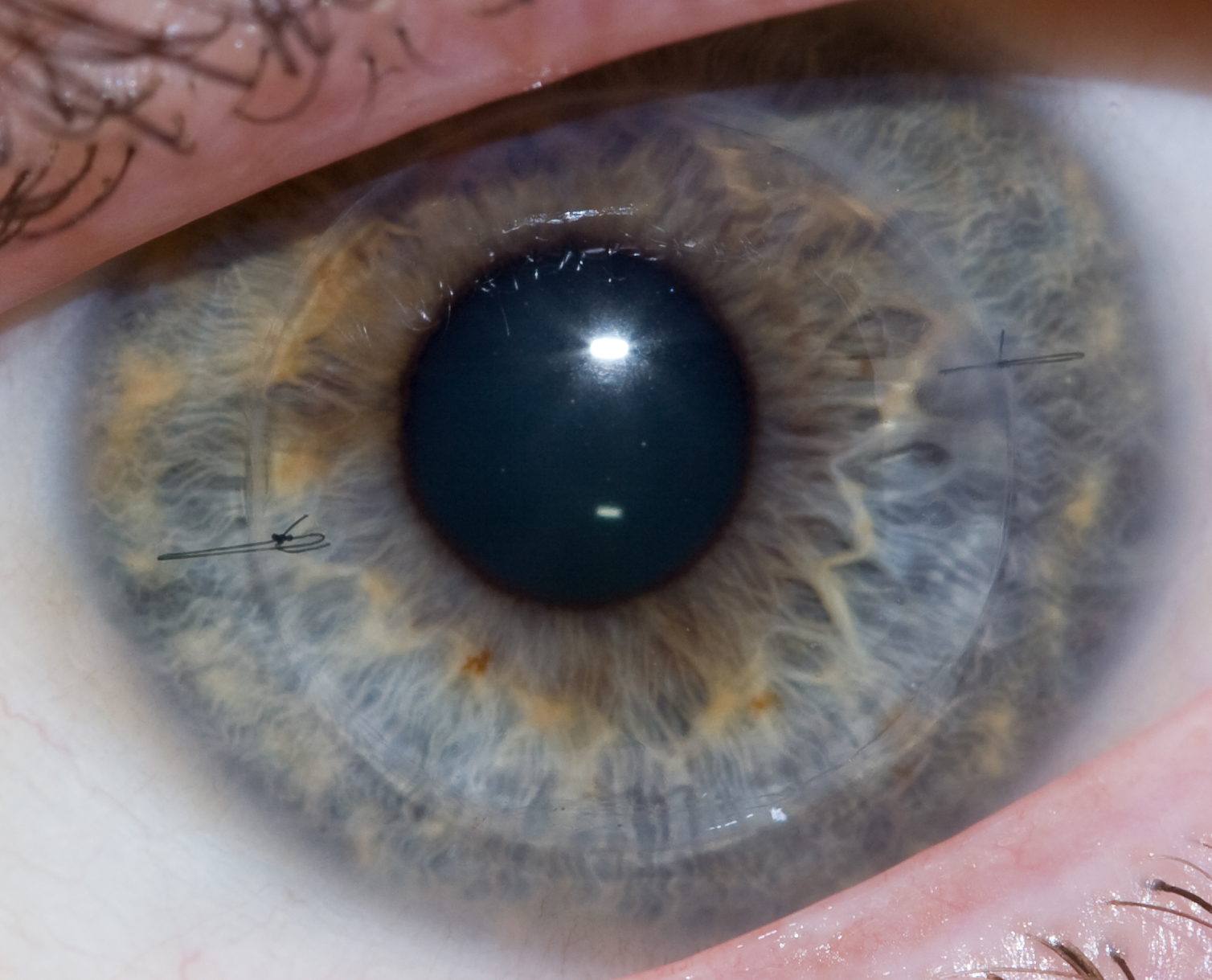
عين بشرية بعد سنة. غرزتين ما زال يمكن ملاحظتها

في يوم الجراحة يصل المريض الي المستشفي ليجري بعض الفحوصات السريعة ويأخذ الي غرفة العمليات، وهناك يعطي المريض بنج كلي أو موضعي؛ وبعد المسكنات وبعد عمل المخدر يغطي الوجه كله فيما عدا العين ويوضع منظار للجفن ليبقي مفتوح طوال العملية ويوضع بعض المرطبات في العين لمنع جفافها ويتم إجراء العملية بتخيط القرنية الجديدة في الملتحمة بواسطة غرز تختفي بعد العملية بفترة ولا يظهر منها إلا مكان غرزتين على الأكثر.

### استبدال كامل

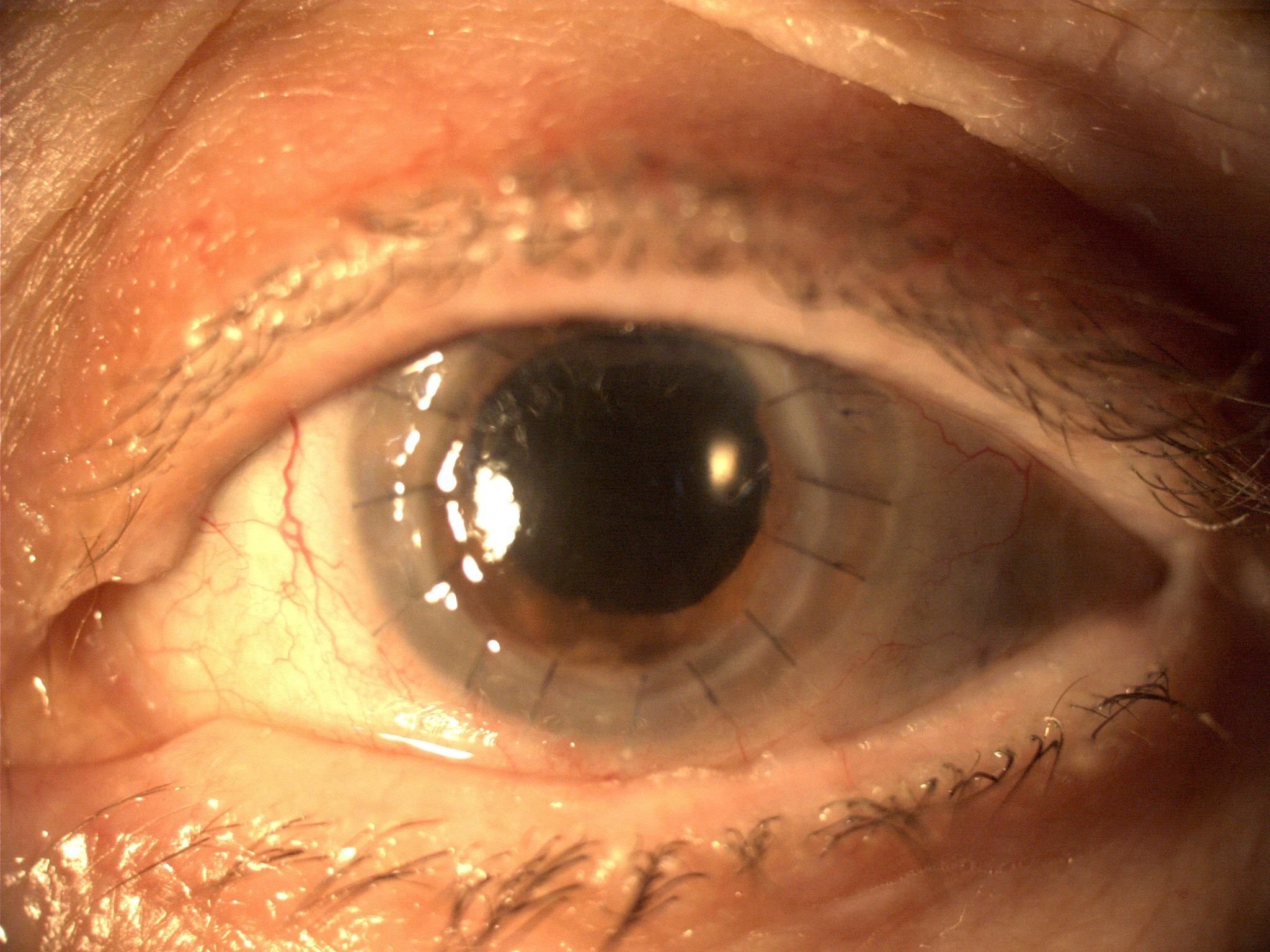
استبدال القرنية

استبدال القرنية بأكملها (Penetrating keratoplasty)، جهاز ال trephine يقوم بازالة قرص دائري من القرنية التي تم التبرع بها؛ ويتم ازالة قرص مماثل في الحجم من قرنية المريض ثم يتم استبدال القرنية المريضه بالسليمة ويتم تخيطهما بغرز وتستخدم قطارات المضادات الحيويه للحد من العدوى ويتم تغطية العين بضمادة وعادة ما يعود المريض الي منزله في اليوم التالي من إجراء العملية.

### استبدال موضعي
تقنية الاستبدال الموضعي (Lameller Keratoplasty) تشمل العديد من التقنيات التي يتم فيها استبدال الطبقات التالفة من القرنية باخري سليمة وترك السليمة منها ومن هذه التقنيات:

### رأب القرنية الرقائقي الأمامي العميق
حيث يتم في هذه العملية ازالة كل الطبقات السطحية من القرنية واستبدالها بخلايا سليمة مع ترك قسم ال (endothelial layer) للقرنية الاصلية وتتم هذه العملية في حالات العتامة السطحية في القرنية والقرنية المخروطية.

### رأب القرنية البطاني
يتم فيها استبدال الخلايا التالفة (endothelial layer& descement membrane) في القرنية الاصليه للمريض بخلايا سليمة من المتبرع وتسمى DMEK.
وهذه التقنية الجديدة نسبيا قد أحدثت ثورة في علاج الطبقة الأعمق من القرنية (البطانة) حيث أصبح إجراء العملية بغرزة واحدة فقط أو بدون خياطة تماما ويسترد المرضى نظرهم في خلال أيام أو أسابيع في مقابل مدة تصل إلى سنة في حالة استبدال القرنية بالكامل.

## القرنية الصناعية

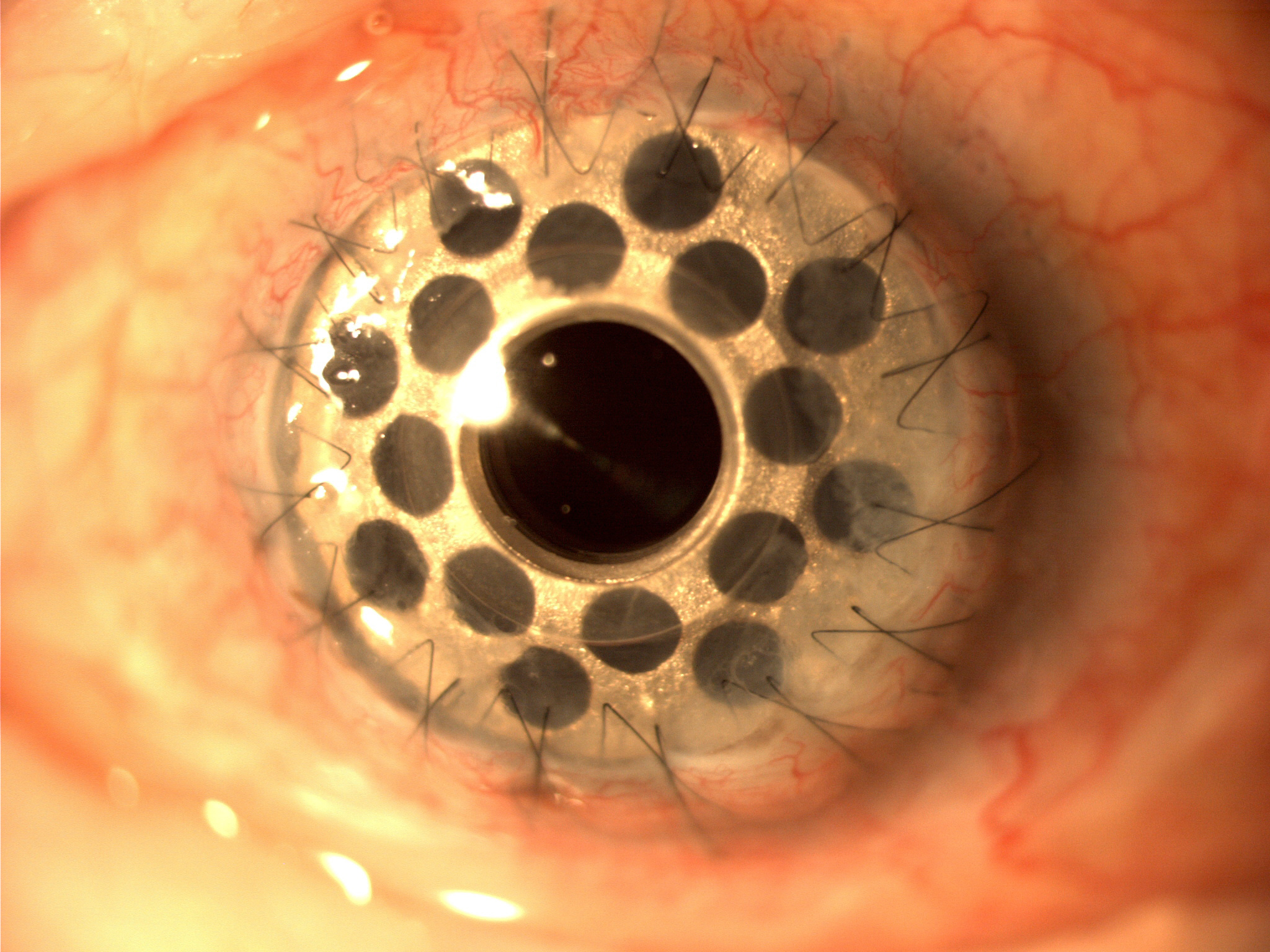
قرنية صناعية (Boston Kpro type 1 Titanium posterior plate)

### قرنية بوسطن البديلة
القرنية المصنعه الأكثر استخداما حتي الآن، حوالي 900 عملية اجريت في عام 2008 حول العالم وقد تم تطويرها بواسطة Claes Dohlman في مستشفى Massachusetts.

### ألفاكور
تستخدم في الحالات التي تعاني من فشل زراعة القرنية أكثر من مرة.

## المخاطر
- العدوى، حيث ان القرنية لا تحتوي علي اوعية دموية فهي تحصل علي التغذية من السائل المحيط بها ويسمي ب ال (Aquous humer) لذلك قد تحتاج لوقت أطول لكي تلتئم مما يعرضها أكثر للعدوى بالبكتريا والفيروسات ويحد من ذلك استخدام المضادات الحيوية.
- هناك مخاطر لانفصال الطبقات المزروعة أو تغير مكانها في حالة زراعة طبقات فقط من القرنية (Lamellar Keratoplasty).
- بالإضافة الي رفض جسم المريض للقرنية المزروعة ويحدث ذلك مع 20 % من المرضى.

## الأبحاث

### أشعة الليزر عالية السرعة
العمليات الجراحية حل محلها في الآونة الأخيرة الليزر وهو أكثر دقة من الجراحة ويساهم في الشفاء السريع بعد العمليات الجراحية.

في عام 2007 استخدم بنك هو أحد البنوك الرائدة في مجال حفظ القرنيات تقنييات جديدة لاعداد القرنية قبل زراعتها باستخدام الفيمتو ليزر.

### الخلايا الجذعية
مؤخرا استخدمت مجالات الهندسة الحيوية الخلايا الجذعية لانشاء قرنية كاملة أو جزء منها والتي يمكن زراعتها في العين المصابة؛ يتم أخذ الخلايا الجذعية من قرنية سليمة وعن طريق بعض الاجهزة المعملية يتم مضاعفة اعدادها حتي تصل الي (10:5) طبقات والتي يمكن زراعتها وخياطتها في عين المريض في مكان الخلايا التالفة وهذا بديل جيد في حالات فشل زراعة القرنية أكثر من مرة، وقد اعلنت كلية الطب في جامعة Cincinnati الطبية في مايو 2007 عن تطور جديد في هذا المجال حيث استخدمت الخلايا الجذعية في النخاع ليتم زراعتها بدلا من أخذ خلايا من قرنية اخري وقد اثبت هذه التجارب نجاحها علي الفئران وستكون هذه التقنية ذات فائدة كبيرة لهؤلاء الذين يعانون من ضمور وراثي في القرنية وهو أفضل من زراعة القرنية بأكملها لقدرة الخلايا الجذعية على الانقسام والتنوع.